# Куницын, Игорь Константинович
И́горь Константи́нович Куни́цын (род. 30 сентября 1981 года во Владивостоке, СССР) — профессиональный российский теннисист, мастер спорта международного класса; полуфиналист одного турнира Большого шлема в парном разряде (Открытый чемпионат Франции-2008); победитель двух турниров ATP (из них один в одиночном разряде).

## Общая информация
Начал заниматься теннисом в семь лет. Первым тренером был Иван Виноградов.
4 года прожил в Саратове, именно тогда он стал активно играть в теннис на различных турнирах. В молодости несколько лет тренировался в Италии.
Работал с тренером Рикардо Пьятти и Виталием Гориным, позже работал с Алленом Фоксом.
Член сборной клуба ЦСКА, победившей на чемпионате России 2003 и 2004 года среди клубных команд. Чемпион России 2005 года в одиночке и паре (с Сергеем Демехиным).
Женат. Жена Ирина Корниенко — бывшая теннисистка, в настоящее время работает детским тренером. Свадьба состоялась 8 декабря 2005 года. 16 мая 2010 года у пары родился сын Александр. Игорь находится в приятельских отношениях с несколькими российскими теннисистами, а также хорватом Иваном Любичичем.

## Спортивная карьера

### Начало карьеры
Свой первый международный турнир Куницын сыграл в возрасте 16 лет на «сателлите» в Египте. В сентябре 1998 года он выиграл первый титул из серии «фьючерс». В феврале 1999 года, пройдя через квалификационный отбор на турнир в Санкт-Петербурге, Игорь дебютировал в основной сетке турнира в рамках ATP-тура. В первом матче на таком уровне он сыграл против шведа Магнуса Густафссона и уступил ему в трёх сетах (1-6, 6-3, 5-7). За 1999 год Куницын выиграл один «фьючерс» и два «сателлита». В 2000 году он сыграл дебютные финала на турнирах более старшей категории «челленджер» (в мае в Фергане, а в августе в Тольятти). В мае 2001 года вновь в Фергане россиянин выигрывает первый парный «челленджер» в партнёрстве с южноафриканцем Риком де Вустом. В июне он выиграл «фьючерс» в Италии, а в конце сезона один «сателлит».
В августе 2002 года, пройдя квалификационный отбор на Открытый чемпионат США Куницын дебютировал на турнирах серии Большого шлема. В первом раунде он проиграл израильтянину Ноаму Окуну. За 2002 год он выиграл два «фьючерса». В июне 2003 года в качестве лаки-лузера Игорь попал на свой первый Уимблдонский турнир. В первом раунде он не смог навязать борьбу американцу Яну-Майклу Гэмбиллу и покинул турнир. В 2004 году Куницын выиграл один «фьючерс». В мае в Фергане он победил на первом в карьере «челленджере» в одиночном разряде. Также в том сезоне он выиграл два парных «челленджера»: в августе в Сеговии и в сентябре в Донецке. В октябре на Кубке Кремля в Москве Игорь смог впервые выйти в четвертьфинал турнира АТП, обыграв Томаша Бердыха и Кароля Бека.
В феврале 2005 года Куницын взял парный приз на «челленджере» в Белграде. Летом он побеждает на двух «челленджерах» в одиночном разряде: в Тольятти и Саранске. В октябре через квалификацию Игорь пробился на кубок Кремля и выступил там хорошо. По ходу турнира он обыграл Фабриса Санторо, Грега Руседски и Андрея Павела. Выйдя в полуфинал, Куницын проиграл там немцу Николасу Киферу.

### 2006—2008 (победа на Кубке Кремля)

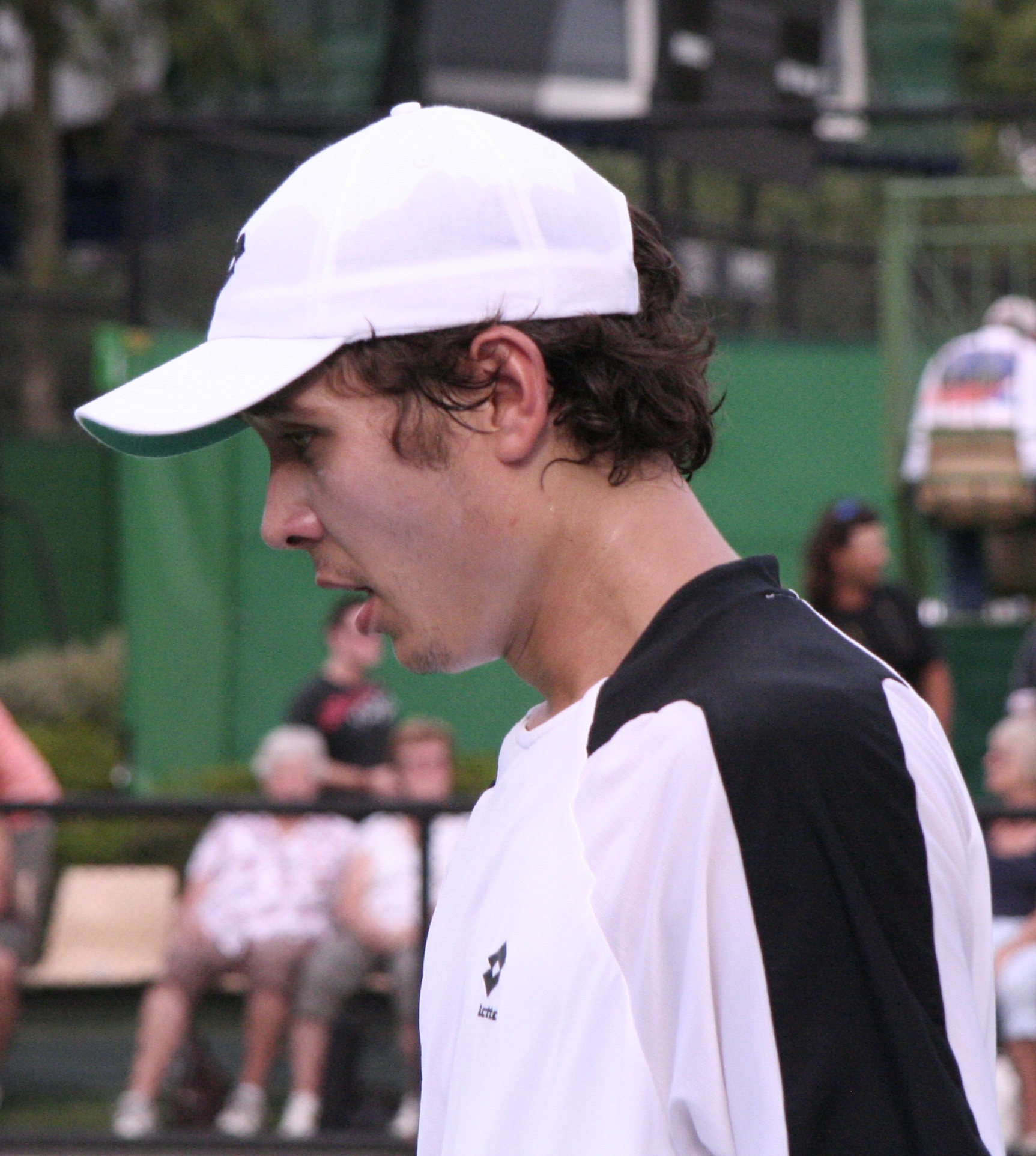
Куницын на Открытом чемпионате Австралии 2007 года

В июне 2006 года Куницын в альянсе с соотечественником Дмитрием Турсуновом вышел в финал парного разряда на турнире в Ноттингеме, который проводился на траве. Россияне в борьбе за титул проиграли паре из Израиля Энди Раму и Йонатану Эрлиху — 3-6, 2-6. На Уимблдонском турнире Игорь вышел во второй раунд, где не доиграл матч против Михаила Южного. После турнира он впервые смог подняться в топ-100 мирового рейтинга. На Открытом чемпионате США в первом раунде Игорь проиграл также россиянину Дмитрию Турсунову. В октябре Куницын традиционно хорошо сыграл на кубке Кремля. В Москве он обыграл Райнера Шуттлера, Яна Герныха и Арно Клемана. В полуфинале он проиграл известному соотечественнику Марату Сафину. Также до полуфинала Куницын добрался ещё на одном турнире АТП, проходящем в России, в Санкт-Петербурге. По ходу соревнований он обыграл Бьорна Фау, № 13 в мире на тот момент Томми Хааса и Потито Стараче. В полуфинале Игоря смог обыграть шведский теннисист Томас Юханссон. По итогам сезона 2006 года россиянин занял 94-е место в мировом рейтинге.
На старте сезона 2007 года Куницын вышел в четвертьфинал турнира в Аделаиде и одержал по ходу турнира победу над № 20 в мире Ллейтоном Хьюиттом. На Открытом чемпионате Австралии он в первом раунде проиграл Фабрису Санторо. На Открытом чемпионате Франции Игорь в первом раунде проиграл ещё одному французу Флорану Серра. Зато в мужском парном разряде в команде с Дмитрием Турсуновом он сумел дойти до стадии 1/4 финала. На Уимблдоне Куницын в пяти сетах проиграл на старте Джимми Вану. После Уимблдона россиянин в дуэте с Натаном Хили вышел в парный финал турнира в Ньюпорте. В конце июля Куницын сыграл в четвертьфинале на турнире в Индианаполисе. На Открытом чемпионате США в матче первого раунда он в пяти сетах обыграл Гильермо Гарсию-Лопеса. Во втором раунде Игорь проиграл ещё одному испанцу Карлосу Мойе в трёх сетах. В сентябре он смог выйти в четвертьфинал на турнире в Пекине. В конце ноября Куницын одержал победу на «челленджере» в Шрусбери.
Сезон 2008 года получился лучшим в карьере Куницына. В феврале он сыграл в 1/4 финала турнира Делрей-Бич. Весной Игорь дважды выходил в финал на «челленджерах», а на турнире АТП в Пёрчах-ам-Вёртер-Зе он смог выйти в полуфинал. На Ролан Гаррос-2008 Куницын выступил только в парном разряде, но при этом смог дойти до полуфинала в альянсе с Дмитрием Турсуновым. В шаге от финала Большого шлема их остановили Ненад Зимонич и Даниэль Нестор. На Уимблдонском турнире 26-летний россиянин в первом раунде в четырёх сетах проиграл бразильцу Томас Беллуччи. В июле он вышел в четвертьфинал в Ньюпорте. В августе Куницыну удалось выйти в полуфинал на турнире в Вашингтоне. На Открытом чемпионате США он уже в первом раунде проиграл Фернандо Вердаско. В сентябре россиянин победил на «челленджере» в Донецке. В этом же месяце он дебютировал за сборную России в Кубка Дэвиса и сразу в полуфинале против сборной Аргентины. Куинцын сыграл в парной встрече в дуэте с Турсуновым и они в очень напряженной борьбе смогли вырвать победу со счётом 6-2, 6-1, 6-7(9), 3-6, 8-6 у Гильермо Каньяса и Давида Налбандяна. Однако россияне все-таки уступили аргентинцам со счётом 2-3. В октябре 2008 года Игорь Куницын смог выиграть свой первый титул АТП, победив на кубке Кремля. В решающем матче он одержал победу над Маратом Сафиным со счётом 7-6(6), 6-7(4), 6-3. До победы над Сафиным Игорь занимал 71-е место в мировом рейтинге, а после поднялся на 45-е место.

### 2009—2013

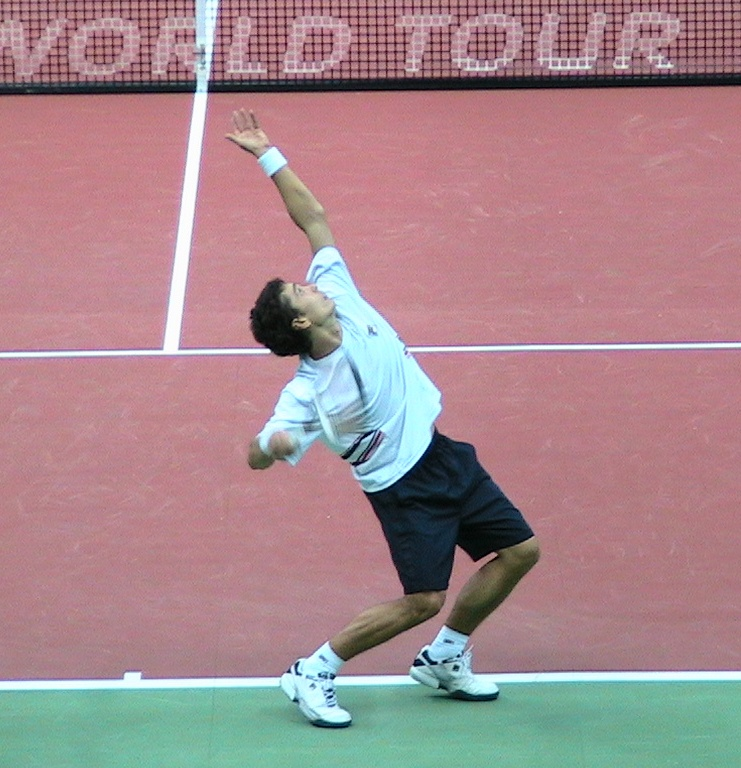
Куницын на кубке Кремля 2009 года

На Открытом чемпионате Австралии 2009 года Куницын в четырёхчасовом матче первого раунда проиграл хорвату Ивану Любичичу
В июле 2009 года поднялся за 35-е место в мировой классификации теннисистов-профессионалов. Пока что это высшее достижение в рейтинг-листе Куницына. В феврале россиянин выходит в четвертьфинал на турнире в Мемфисе. На Ролан Гаррос в конце мая он в первом раунде уступил Теймуразу Габашвили, а в парном разряде в паре с Турсуновым смог выйти в четвертьфинал. На Уимблдонском турнире Игорь во втором раунде встретился с шестой ракеткой мира Энди Роддиком и проиграл ему в трёх сетах. После Уимблдона поднялся на 35-е место в мировой классификации теннисистов-профессионалов. которое стало высшим местом рейтинга в его карьере. В июле он принял участие в матче кубка Дэвиса против сборную Израиля, где проиграл одну личную и одну парную встречу и россияне выбыли с турнира, уступив со счётом 1-4. На Открытом чемпионате США в конце августа Куницына в первом раунде разгромил бельгиец Оливье Рохус. В начале октября в дуэте с Ярославом Левинским он прошёл в парный финал на турнире в Куала-Лумпуре. На турнире в Санкт-Петербурге Игорю удалось выйти в полуфинал, где его остановил Орасио Себальос.
На Австралийском чемпионате 2010 года Куницын во втором раунде проиграл Стэну Вавринке. В марте Игорь помог сборной одолеть в первом раунде кубка Дэвиса сборную Индии (3-2). На Ролан Гаррос и Уимблдоне он выбывал уже на стадии первого раунда. В июле сыграл парную встречу четвертьфинала кубка Дэвиса Аргентина-Россия. В паре с Николаем Давыденко он проиграл свой матч, а россияне проиграли со счётом 2-3. В августе Куницын выиграл «челленджер» в Астане. В октябре на кубке Кремля в Москве Игорь вышел в четвертьфинал, а в парном розыгрыше совместно с Дмитрием Турсуновым смог завоевать титул. Под конец сезона россиянин смог вернуться в первую сотню, заняв по итогам года 100-е место.
В январе 2011 года на Австралийском чемпионате Куницын во втором раунде проигрывает игроку из топ-10 Энди Роддику. В мае он выиграл «челленджер» в Кремоне. На Ролан Гаррос Игорь проиграл на старте Флориану Майеру. В июне на турнире в Истборне, который проводился на траве, он смог дойти до 1/2 финала. На Уимблдоне Куницын во втором раунде уступает Ришару Гаске. В июле он один раз сыграл в четвертьфинале на турнире в Лос-Анджелесе. На Открытом чемпионате США Куницын во втором раунде обыграл 17-ю ракетку мира Юргена Мельцера и впервые вышел в третий раунд Большого шлема в одиночках. По итога 2011 года он занял 71-е место в мировом рейтинге.
На Открытом чемпионате Австралии 2012 года Куницын выбыл в первом раунде. Также завершились для него Ролан Гаррос и Уимблдон. В августе он выиграл «челленджер» в Карши. После неудачной попытки в августе 2013 года пробиться на Открытый чемпионат США через квалификацию Куницын завершает профессиональную карьеру теннисиста.

## Рейтинг на конец года
| Год  | Одиночный рейтинг | Парный рейтинг |
| 2013 | 548               |                |
| 2012 | 162               | 210            |
| 2011 | 71                | 693            |
| 2010 | 100               | 168            |
| 2009 | 104               | 66             |
| 2008 | 47                | 55             |
| 2007 | 116               | 72             |
| 2006 | 94                | 99             |
| 2005 | 129               | 216            |
| 2004 | 158               | 164            |
| 2003 | 193               | 831            |
| 2002 | 149               | 321            |
| 2001 | 391               | 281            |
| 2000 | 259               | 337            |
| 1999 | 315               | 869            |
| 1998 | 432               | 1 276          |

По данным официального сайта ATP на последнюю неделю года.

## Выступления на турнирах

### Финалы турнировATPв одиночном разряде (1)

#### Победы (1)
| Легенда                            |
| ---------------------------------- |
| Турниры Большого шлема (0*)        |
| Итоговый турнир ATP (0)            |
| ATP Мастерс / ATP Мастерс 1000 (0) |
| АТР Gold / АТР 500 (0)             |
| АТР International/ АТР 250 (1+1)   |

| Титулы по покрытиям | Титулы по месту проведения матчей турнира |
| ------------------- | ----------------------------------------- |
| Хард (1+1*)         | Зал (1+1)                                 |
| Грунт (0)           | Зал (1+1)                                 |
| Трава (0)           | Открытый воздух (0)                       |
| Ковёр (0)           | Открытый воздух (0)                       |

* количество побед в одиночном разряде + количество побед в парном разряде.
| №  | Дата            | Турнир         | Покрытие | Соперник в финале | Счёт              |
| 1. | 12 октября 2008 | Москва, Россия | Хард(i)  | Марат Сафин       | 7-6(6) 6-7(4) 6-3 |

### Финалы челленджеров и фьючерсов в одиночном разряде (32)

#### Победы (17)
| Условные обозначения |
| Челленджеры (8+4*)   |
| Фьючерсы (9+3)       |

| Титулы по покрытиям | Титулы по месту проведения матчей турнира |
| ------------------- | ----------------------------------------- |
| Хард (13+3*)        | Зал (1+1)                                 |
| Грунт (4+3)         | Зал (1+1)                                 |
| Трава (0)           | Открытый воздух (16+6)                    |
| Ковёр (0+1)         | Открытый воздух (16+6)                    |

* количество побед в одиночном разряде + количество побед в парном разряде.
| №   | Дата             | Турнир                   | Покрытие | Соперник в финале        | Счёт              |
| 1.  | 6 сентября 1998  | Горловка, Украина        | Грунт    | Кирилл Иванов-Смоленский | 7-6 6-3           |
| 2.  | 11 апреля 1999   | Макарска, Хорватия       | Грунт    | Петр Дезорт              | 7-5 6-3           |
| 3.  | 12 сентября 1999 | Тольятти, Россия         | Хард     | Артём Дерепаско          | 6-2 6-4           |
| 4.  | 17 октября 1999  | Претория, ЮАР            | Хард     | Питер Калитц             | 6-2 6-7 6-2       |
| 5.  | 17 июня 2001     | Турин, Италия            | Грунт    | Эрик Продон              | 6-4 6-1           |
| 6.  | 11 ноября 2001   | Порто-Торрес, Италия     | Хард     | Ларс Циммерман           | 7-5 6-3           |
| 7.  | 20 января 2002   | Делрей-Бич, США          | Хард     | Джорджо Галимберти       | 6-4 6-2           |
| 8.  | 11 мая 2002      | Наманган, Узбекистан     | Хард     | Туомас Кетола            | 6-3 6-3           |
| 9.  | 25 апреля 2004   | Гулистан, Узбекистан     | Хард     | Иван Черович             | 7-5 6-2           |
| 10. | 23 мая 2004      | Фергана, Узбекистан      | Хард     | Пракаш Амритраж          | 6-4 7-5           |
| 11. | 31 июля 2005     | Тольятти, Россия         | Хард     | Виктор Брутанс           | 6-1 6-2           |
| 12. | 7 августа 2005   | Саранск, Россия          | Грунт    | Борис Пашански           | 7-5 6-4           |
| 13. | 25 ноября 2007   | Шрусбери, Великобритания | Хард(i)  | Игорь Сейслинг           | 6-2 6-4           |
| 14. | 14 сентября 2008 | Донецк, Украина          | Хард     | Сергей Бубка             | 6-3 6-3           |
| 15. | 29 августа 2010  | Астана, Казахстан        | Хард     | Константин Кравчук       | 4-6 7-6(5) 7-6(3) |
| 16. | 22 мая 2011      | Кремона, Италия          | Хард     | Райнер Шуттлер           | 6-2 7-6(2)        |
| 17. | 19 августа 2012  | Карши, Узбекистан        | Хард     | Дмитрий Жирмонт          | 7-6(10) 6-2       |

#### Поражения (15)
| №   | Дата             | Турнир               | Покрытие | Соперник в финале | Счёт           |
| 1.  | 16 августа 1998  | Минск, Беларусь      | Ковёр    | Дмитрий Томашевич | 4-6 6-7        |
| 2.  | 26 сентября 1999 | Претория, ЮАР        | Хард     | Питер Калитц      | 4-6 1-6        |
| 3.  | 14 мая 2000      | Фергана, Узбекистан  | Хард     | Владимир Волчков  | 6-4 0-6 4-6    |
| 4.  | 13 августа 2000  | Тольятти, Россия     | Хард     | Вадим Куценко     | 4-6 1-6        |
| 5.  | 4 ноября 2001    | Порто-Торрес, Италия | Хард     | Фабрис Бетенкур   | 4-6 7-6(6) 4-6 |
| 6.  | 18 ноября 2001   | Порто-Торрес, Италия | Хард     | Маттео Готти      | 1-6 6-7(5)     |
| 7.  | 17 февраля 2002  | Загреб, Хорватия     | Хард(i)  | Ловро Зовко       | 6-4 1-6 6-7(6) |
| 8.  | 24 февраля 2002  | Загреб, Хорватия     | Хард(i)  | Ловро Зовко       | 2-6 6-3 6-7(5) |
| 9.  | 7 апреля 2002    | Карши, Узбекистан    | Хард     | Джимми Ван        | 5-7 4-6        |
| 10. | 27 октября 2002  | Сеул, Южная Корея    | Хард     | Вернер Эшауэр     | 2-6 — отказ    |
| 11. | 9 февраля 2003   | Вроцлав, Польша      | Хард(i)  | Кароль Кучера     | 2-6 1-6        |
| 12. | 27 апреля 2008   | Батон-Руж, США       | Хард     | Бобби Рейнольдс   | 3-6 7-6(3) 5-7 |
| 13. | 18 мая 2008      | Бордо, Франция       | Грунт    | Эдуардо Шванк     | 2-6 2-6        |
| 14. | 7 ноября 2010    | Астана, Казахстан    | Хард(i)  | Иван Додиг        | 4-6 3-6        |
| 15. | 20 марта 2011    | Сан-Хосе, Коста-Рика | Хард     | Джованни Лапентти | 5-7 3-6        |

### Финалы турнировATPв парном разряде (4)

#### Победы (1)
| №  | Дата            | Турнир         | Покрытие | Партнёр          | Соперники в финале             | Счёт       |
| 1. | 24 октября 2010 | Москва, Россия | Хард(i)  | Дмитрий Турсунов | Виктор Троицки Янко Типсаревич | 7-6(8) 6-3 |

#### Поражения (3)
| №  | Дата           | Турнир                    | Покрытие | Партнёр           | Соперники в финале                   | Счёт    |
| 1. | 24 июня 2006   | Ноттингем, Великобритания | Трава    | Дмитрий Турсунов  | Йонатан Эрлих Энди Рам               | 3-6 2-6 |
| 2. | 15 июля 2007   | Ньюпорт, США              | Трава    | Натан Хили        | Джордан Керр Джим Томас              | 3-6 5-7 |
| 3. | 4 октября 2009 | Куала-Лумпур, Малайзия    | Хард(i)  | Ярослав Левинский | Мариуш Фирстенберг Марцин Матковский | 2-6 1-6 |

### Финалы челленджеров и фьючерсов в парном разряде (16)

#### Победы (7)
| №  | Дата             | Турнир                       | Покрытие | Партнёр          | Соперники в финале                     | Счёт           |
| 1. | 26 марта 2000    | Катания, Италия              | Грунт    | Урос Вико        | Брайан Каммингс Уэйд Макгуайр          | 6-4 2-6 6-2    |
| 2. | 2 апреля 2000    | Катания, Италия              | Грунт    | Урос Вико        | Эсекьель Велес-Ортис Ласло Фоно        | 6-2 6-4        |
| 3. | 13 мая 2001      | Фергана, Узбекистан          | Хард     | Рик де Вуст      | Симон Лароз Майкл Теббат               | 6-1 6-7(4) 6-3 |
| 4. | 1 августа 2004   | Сеговия, Испания             | Хард     | Владимир Волчков | Даниэль Муньос-де ла Нава Иван Наварро | 3-6 6-3 6-2    |
| 5. | 12 сентября 2004 | Донецк, Украина              | Грунт    | Урос Вико        | Ловро Зовко Марко Кьюдинелли           | 3-6 6-3 6-4    |
| 6. | 13 февраля 2005  | Белград, Сербия и Черногория | Ковёр(i) | Орест Терещук    | Ян Вацек Лукаш Длоуги                  | Без игры       |
| 7. | 17 апреля 2005   | Карши, Узбекистан            | Хард     | Сергей Демёхин   | Мурад Иноятов Денис Истомин            | 6-4 5-7 6-4    |

#### Поражения (9)
| №  | Дата            | Турнир               | Покрытие | Партнёр              | Соперники в финале               | Счёт                 |
| 1. | 4 апреля 1999   | Ичичи, Хорватия      | Грунт    | Андрей Меринов       | Робин Вик Ярослав Левинский      | 4-6 3-6              |
| 2. | 6 мая 2001      | Наманган, Узбекистан | Хард     | Рик де Вуст          | Джордан Керр Туомас Кетола       | 7-5 2-6 1-6          |
| 3. | 4 ноября 2001   | Порто-Торрес, Италия | Хард     | Сергей Демёхин       | Стефано Моччи Иван Штелько       | 3-6 4-6              |
| 4. | 18 ноября 2001  | Порто-Торрес, Италия | Хард     | Сергей Демёхин       | Джош Гоффи Крис Джеймс           | 3-6 6-7(4)           |
| 5. | 18 апреля 2004  | Карши, Узбекистан    | Хард     | Дмитрий Власов       | Лазарь Магдинчев Иван Черович    | 3-6 6-2 4-6          |
| 6. | 22 августа 2004 | Бронкс, США          | Хард     | Урос Вико            | Хантли Монтгомери Трипп Филлипс  | 6-7(6) 7-6(8) 2-6    |
| 7. | 5 сентября 2004 | Киев, Украина        | Грунт    | Юрий Щукин           | Альберт Портас Серхио Ройтман    | 1-6 1-6              |
| 8. | 27 января 2008  | Хайльбронн, Германия | Хард(i)  | Айсам-уль-Хак Куреши | Рик де Вуст Бобби Рейнольдс      | 6-7(2) 7-6(5) [4-10] |
| 9. | 4 июля 2010     | Брауншвейг, Германия | Грунт    | Юрий Щукин           | Симоне Ваньоцци Леонарду Тавариш | 5-7 6-7(4)           |

## История выступлений на турнирах
| Турнир                       | 2000  | 2001  | 2002  | 2003  | 2004  | 2005  | 2006  | 2007  | 2008  | 2009  | 2010  | 2011  | 2012  | 2013  | Итог   | В/П за карьеру |
| ---------------------------- | ----- | ----- | ----- | ----- | ----- | ----- | ----- | ----- | ----- | ----- | ----- | ----- | ----- | ----- | ------ | -------------- |
| Турниры Большого шлема       |       |       |       |       |       |       |       |       |       |       |       |       |       |       |        |                |
| Открытый чемпионат Австралии | -     | -     | -     | K     | K     | K     | -     | 1Р    | K     | 1Р    | 2Р    | 2Р    | 1Р    | K     | 0 / 5  | 2-5            |
| Открытый чемпионат Франции   | -     | -     | K     | K     | -     | -     | K     | 1Р    | -     | 1Р    | 1Р    | 1Р    | 1Р    | K     | 0 / 5  | 0-5            |
| Уимблдонский турнир          | -     | -     | K     | 1Р    | K     | K     | 2Р    | 1Р    | 1Р    | 2Р    | 1Р    | 2Р    | 1Р    | K     | 0 / 8  | 3-8            |
| Открытый чемпионат США       | K     | -     | 1Р    | K     | K     | K     | 1Р    | 2Р    | 1Р    | 1Р    | -     | 3Р    | -     | K     | 0 / 6  | 3-6            |
| Итог                         | 0 / 0 | 0 / 0 | 0 / 1 | 0 / 1 | 0 / 0 | 0 / 0 | 0 / 2 | 0 / 4 | 0 / 2 | 0 / 4 | 0 / 3 | 0 / 4 | 0 / 3 | 0 / 0 | 0 / 24 |                |
| В/П в сезоне                 | 0-0   | 0-0   | 0-1   | 0-1   | 0-0   | 0-0   | 1-2   | 1-4   | 0-2   | 1-4   | 1-3   | 4-4   | 0-3   | 0-0   |        | 8-24           |

К — проигрыш в квалификационном турнире.